# RNA-induced silencing complex
RNA-induced silencing complex eller RISC är ett protein-RNA-komplex som bland annat utgör en del av cellers försvar mot virus. Det arbetar att inkorporera en bit siRNA eller miRNA, som sedan används som mall i jakt på antingen viralt dubbelsträngat RNA, eller mRNA som är komplementärt mot miRNAt. När RISC-komplexet stöter på sådant så sker en basparning mellan mall-RNA:t, vilket aktiverar enzymets nukleasfunktion, som förstör RNA:t.

## siRNA
- I fallet med siRNA kommer siRNA-fragmentet få en komplett basparning mot dess mål-RNA, som ofta är viralt RNA. Detta leder till nedbrytning och förstörelse av virusets genetiska material, vilket stoppar infektionen.

Det som medierar själva nedbrytningen av mål-mRNA:t vid perfekt basparning verkar vara RNas-enzymet argonaute, som är homologt med RNas H som medierar nedbrytning av RNA-DNA-hybridiserade fragment, vilket är ett skydd mot viral arvsmassa.

## miRNA
- I fallet med miRNA leder inbindning av miRNA till RISC-komplexet bara till partiell basparning mot mål-RNA:t. Detta hämmar enbart uttrycket av det komplementära mRNA:t, men kan också indirekt leda till nedbrytning av mRNA:t genom att RISC-komplexet associeras till så kallade P-bodies. Denna nedbrytningsväg av mRNA är dock långsammare än den som är associerad med siRNA/argonaute-medierad nedbrytning.

Här måste man dock ha lite bakgrundsförståelse till varifrån miRNAt kommer ifrån. När en gen transkriberas produceras både intron- samt exonsekvenser. Exonerna sätts ihop till det slutgiltiga, mogna mRNAt som sedan går till translation. Intronerna klipps bort, men kan även ge upphov till miRNA-sekvenser som kan binda in till andra geners mRNA. 
På så vis kan ett inducerat genuttryck både leda till translation av den nya genen och på samma gång hämma uttrycket av andra gener som inte längre behövs.